# Burnsall and Thorpe Fell
Burnsall and Thorpe Fell var en civil parish från 1894 till 1938 då den blev en del av Burnsall och Thorpe, i grevskapet West Riding of Yorkshire (nu North Yorkshire), i England. Denna civil parish var belägen 9 km från Skipton och hade 0 invånare år 1931.